# تقرير موينيهان

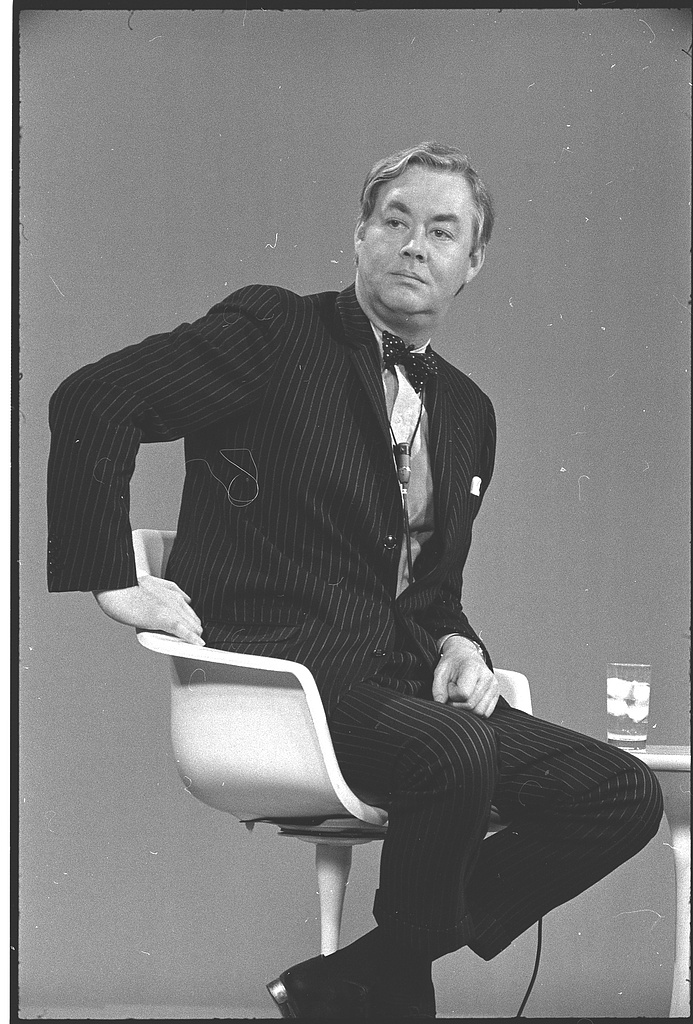
دانييل باتريك موينيهان، صورة بحجم ثلاثة أرباع، يجلس على كرسي بلاستيكي، في مواجهة الأمام، في مؤتمر تلفزيوني ثنائي الاتجاه بين قادة الأعمال وإدارة نيكسون برعاية غرفة التجارة.

عائلة الزنوج: قضية العمل الوطني المعروف باسم تقرير موينيهان، كان تقريرًا صدر عام 1965 عن الفقر الأسود في الولايات المتحدة كتبه دانيال باتريك موينيهان، وهو باحث أمريكي يعمل كمساعد لوزير العمل في عهد الرئيس ليندون جونسون. ليصبح لاحقًا عضوًا في مجلس الشيوخ الأمريكي. جادل موينيهان بأن ارتفاع عائلات الأم العازبة السوداء لم يكن بسبب نقص الوظائف، ولكن بسبب الوريد المدمر في ثقافة الغيتو، والذي يمكن إرجاعه إلى أوقات العبودية والتمييز المستمر في الجنوب الأمريكي تحت حكم جيم كرو. قدم عالم الاجتماع الأسود إي.فرانكلين فرايزر هذه الفكرة في الثلاثينيات، لكن موينيهان كان يعتبر من أوائل الأكاديميين الذين تحدوا حكمة العلوم الاجتماعية التقليدية حول بنية الفقر. كما كتب لاحقًا، «بدأ العمل في أكثر الأماكن تقليدية، وهي وزارة العمل الأمريكية، لتأسيس مستوى معين من الإيجاز الإحصائي لما يعرفه» الجميع «: أن الظروف الاقتصادية تحدد الظروف الاجتماعية. وبناءً عليه، اتضح أن ما يفعله الجميع من الواضح أنه ليس كذلك.» انتقد الليبراليون تقرير موينيهان في وقت نشره، ولا تزال استنتاجاته مثيرة للجدل.

## خلفية
أثناء كتابته عائلة الزنوج: قضية العمل الوطني، كان موينيهان موظفًا في منصب معين سياسيًا في وزارة العمل الأمريكية، وعين للمساعدة في تطوير سياسة لإدارة جونسون في حربها على الفقر. في سياق تحليل الإحصاءات المتعلقة بالفقر الأسود، لاحظ موينيهان شيئًا غير عادي: معدلات بطالة الذكور السود والالتحاق بالرعاية الاجتماعية، بدلاً من أن تكون متوازية كما كانت دائمًا، بدأت في التباعد في عام 1962 بطريقة أصبحت تسمى مقص «موينيهان».
عندما نشر موينيهان تقريره في عام 1965، كان معدل المواليد خارج نطاق الزواج بين السود 25 في المائة، وهو أعلى بكثير من معدل البيض.

## محتويات
في مقدمة تقريره، قال موينيهان إن «الفجوة بين السود ومعظم المجموعات الأخرى في المجتمع الأمريكي آخذة في الاتساع». احتمالات السود والجماعات الأخرى وتفضيل المجموعات العرقية الأخرى. واعترف باستمرار وجود العنصرية والتمييز داخل المجتمع، على الرغم من الانتصارات التي حققها السود في تشريعات الحقوق المدنية.
واختتم موينيهان قائلاً: يمكن اعتبار التوسع المطرد في برامج الرعاية الاجتماعية مقياسًا للتفكك المستمر لهيكل الأسرة الزنجية على مدى الجيل الماضي في الولايات المتحدة.
خلص التقرير إلى أن بنية الحياة الأسرية في المجتمع الأسود تشكل مجموعة متشابكة من علم الأمراض... قادرة على إدامة نفسها دون مساعدة من العالم الأبيض، وأن جوهر تدهور نسيج المجتمع السودي هو تدهور الأسرة السوداء. إنه المصدر الأساسي لضعف مجتمع السود في الوقت الحاضر. أيضًا، جادل التقرير بأن البنية الأمومية للثقافة السوداء أضعفت قدرة الرجال السود على العمل كشخصيات سلطة. أصبح هذا المفهوم الخاص للحياة العائلية السوداء نموذجًا واسع الانتشار، إن لم يكن مهيمنًا، لفهم التفكك الاجتماعي والاقتصادي للحياة الحضرية السوداء في أواخر القرن العشرين.

## تأثير
أثار تقرير موينيهان جدلًا كبيرًا وكان له تأثير مهم وطويل الأمد. في كتابته إلى ليندون جونسون، قال موينيهان إنه بدون الوصول إلى الوظائف ووسائل المساهمة في دعم ذي مغزى للأسرة، سيصبح الرجال السود معزولين بشكل منهجي عن أدوارهم كأزواج وآباء، مما قد يتسبب في معدلات الطلاق والتخلي عن الأطفال والخروج من الزواج. تزايد عدد المواليد بين عشية وضحاها في المجتمع الأسود (وهو اتجاه بدأ بالفعل بحلول منتصف الستينيات)، مما أدى إلى زيادات كبيرة في عدد الأسر التي ترأسها إناث.
قدم موينيهان حجة معاصرة لبرامج الوظائف والتدريب المهني والبرامج التعليمية لمجتمع السود. يعتقد العلماء المعاصرون في القرن الحادي والعشرين، بما في ذلك دوغلاس ماسي، أن التقرير كان من أكثر التقارير تأثيرًا في بناء الحرب على الفقر.
في عام 2009، كتب المؤرخ سام تانينهاوس أن معارك موينيهان مع اليسار الجديد بسبب التقرير كانت إشارة إلى أن ليبرالية المجتمع العظيم لديها منافسين سياسيين من اليمين واليسار.

## الاستقبال والمناقشة
منذ وقت نشره، تعرض التقرير لهجوم حاد من قبل قادة الحقوق المدنية والسود كأمثلة على رعاية البيض أو مساندة الثقافي أو العنصرية. اتهم النقاد موينيهان بالاعتماد على الصور النمطية للعائلة السوداء والرجال السود، مما يعني ضمناً أن السود كانوا يتمتعون بأداء أكاديمي أدنى، وصوّروا الجريمة وعلم الأمراض على أنها مستوطنة في المجتمع الأسود وفشل في إدراك أن مساندة الثقافي والعنصرية في الاختبارات الموحدة قد ساهم في انخفاض واضح. إنجاز من قبل السود في المدرسة. وتعرض التقرير لانتقادات بسبب التهديد بتقويض مكانة الحقوق المدنية على الأجندة الوطنية، تاركًا «فراغًا يمكن ملؤه بسياسة ألقت باللوم على السود في مشاكلهم الخاصة».
في عام 1987، انتقد هورتنس سبيلرز، وهو أكاديمي نسوي أسود، تقرير موينيهان على أسس دلالية لاستخدامه «النظام الأمومي» و«النظام الأبوي» عندما وصف الأسرة الأمريكية الأفريقية. تجادل بأن المصطلحات المستخدمة لتعريف العائلات البيضاء لا يمكن استخدامها لتعريف العائلات الأمريكية من أصل أفريقي بسبب الطريقة التي أثرت بها العبودية على الأسرة الأمريكية الأفريقية.
تتبع الباحث رودريك فيرغسون آثار تقرير موينيهان في كتابه الانحرافات باللون الأسود، مشيرًا إلى أن القوميين السود اختلفوا مع اقتراح التقرير بأن الدولة تزود الرجال السود بالذكورة، لكنهم وافقوا على أن الرجال بحاجة إلى استعادة دور الأب الرئيس. جادل فيرجسون بأن تقرير موينيهان ولّد خطابات مهيمنة حول مجتمعات الأقليات والمشاعر القومية في المجتمع الأسود. يستخدم فيرغسون خطاب تقرير موينيهان لإبلاغ كتابه عن النقد اللوني، الذي يحاول مقاومة الخطاب الوطني مع الاعتراف بتزامن الاضطهاد من خلال بناء الائتلاف.
أشاد الاقتصادي والكاتب التحرري الأمريكي الأفريقي والتر إي ويليامز بالتقرير لما توصل إليه من نتائج. وقد قال أيضًا: «إن الحلول للمشكلات الرئيسية التي تواجه العديد من السود لن يتم العثور عليها في الساحة السياسية، لا سيما في واشنطن أو الكابيتول الحكومية.»، كما أشاد بتقرير موينيهان في عدة مناسبات. يذكر كتابه «العرق والاقتصاد» عام 1982 تقرير موينيهان، وفي عام 1998 أكد أن التقرير «ربما كان آخر تقرير حكومي صادق عن العرق.» لم يكن الفقر نتيجة للعنصرية بل كان نتيجة للعائلات ذات العائل الوحيد: «إحدى الحقائق الرئيسية التي يتم تجاهلها باستمرار هي أن معدل الفقر بين الأزواج السود المتزوجين كان في خانة الآحاد كل عام منذ 1994».
المعلق السياسي هيذر ماكدونالد كتب في مجلة المراجعة الوطنية في عام 2008، «المحافظون من جميع الأطياف يثنون بشكل روتيني على عقل دانيال باتريك موينيهان لتحذيره في عام 1965 من أن انهيار الأسرة السوداء يهدد تحقيق المساواة العرقية. إنهم ينتقدون بحق أولئك الليبراليين الذين استنكروا تقرير موينيهان».
جادل عالم الاجتماع ستيفن شتاينبرغ في عام 2011 بأن تقرير موينيهان قد تمت إدانته «لأنه يهدد بإخراج حركة تحرير السود عن مسارها».